# Rob van de Wouw

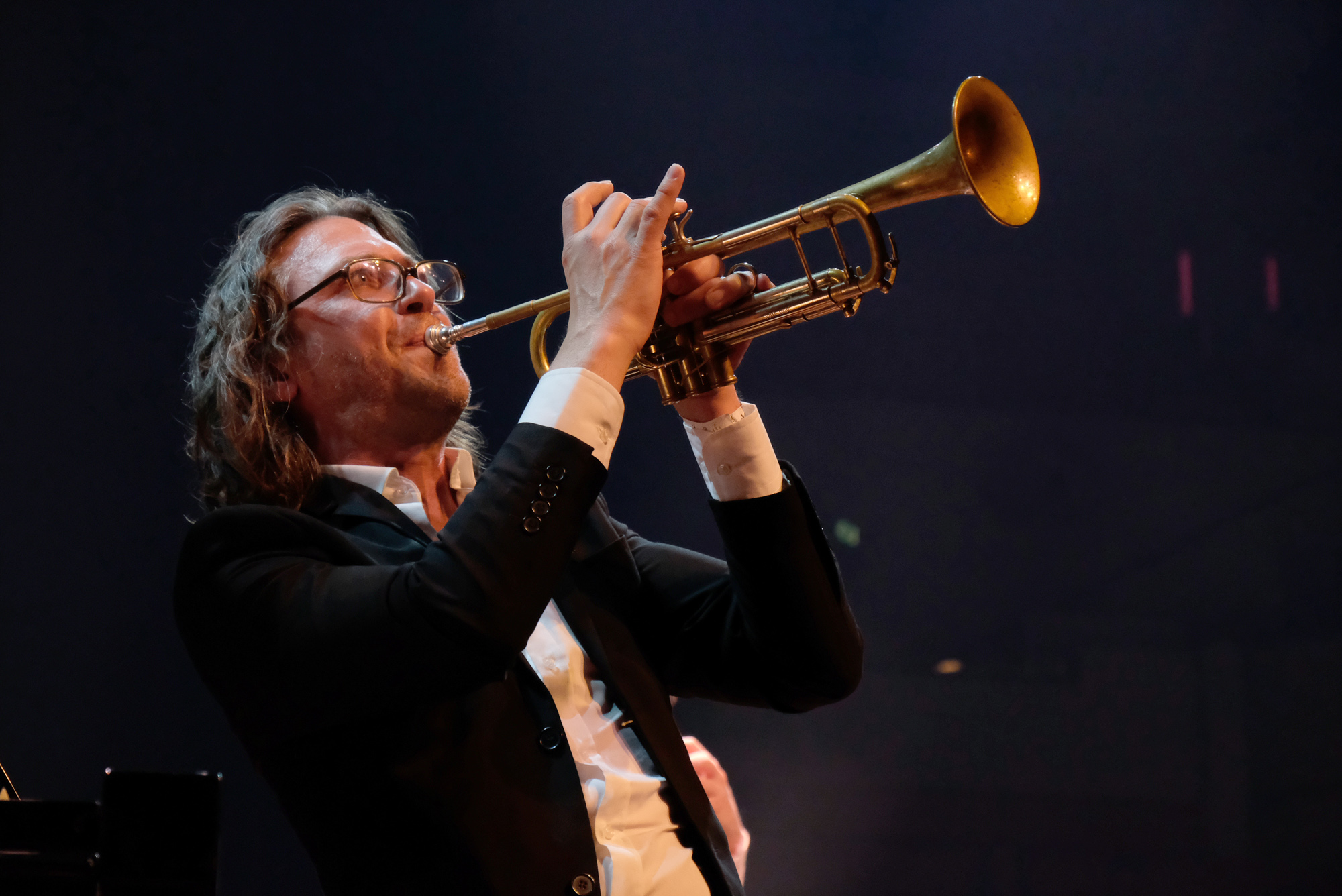
Rob van de Wouw

Rob van de Wouw (* 1975 in Esbeek) ist ein niederländischer Jazz-Trompeter und Komponist.
Rob van de Wouw studierte bis 2003 am Rotterdamer Konservatorium bei Jarmo Hoogendijk (sowie Klassen bei Benjamin Herman und Eric Vloeimans). Noch während des Studiums gründete er mit dem Posaunisten Louk Boudesteijn das B & W Quintett, das für einen Workshop 2002 an der Carnegie Hall in New York bei David Liebman, Steve Turre, Rufus Reid, Kenny Barron ausgewählt wurde und mit dem er 2002 auf dem North Sea Jazz Festival auftrat. Er nahm mit dem 2004 von ihm und dem Posaunisten Louk Boudesteijn gegründeten Rotterdam Jazz Orchestra auf, mit seinem und Boudesteijns B & W Quintett (It´s about time, 2005) und veröffentlichte die Alben Reboot your Soul (Embrace Recordings, 2006), Tunnelvision (2009, erhielt einen Edison Award) und Neon (2012) unter eigenem Namen. 2007 trat er beim North Sea Jazz Festival auf.
Er spielt in unterschiedlichen Stilen, vom Nu-Jazz (wie auf dem Album Tunnelvision), arbeitet mit Latin-Jazz Gruppen und mischt Funk und Soul wie auf seinem Debütalbum Reboot your Soul, entstanden aus dem Urban Jazz Projekt, mit dem er im Rotterdamer Club Rotown regelmäßig auftrat.
Er hat eine Tochter mit der Schauspielerin und Sängerin Georgina Verbaan.
2011 erhielt er den Publikumspreis des Edison Jazz Award.